# Stefan Tworkowski

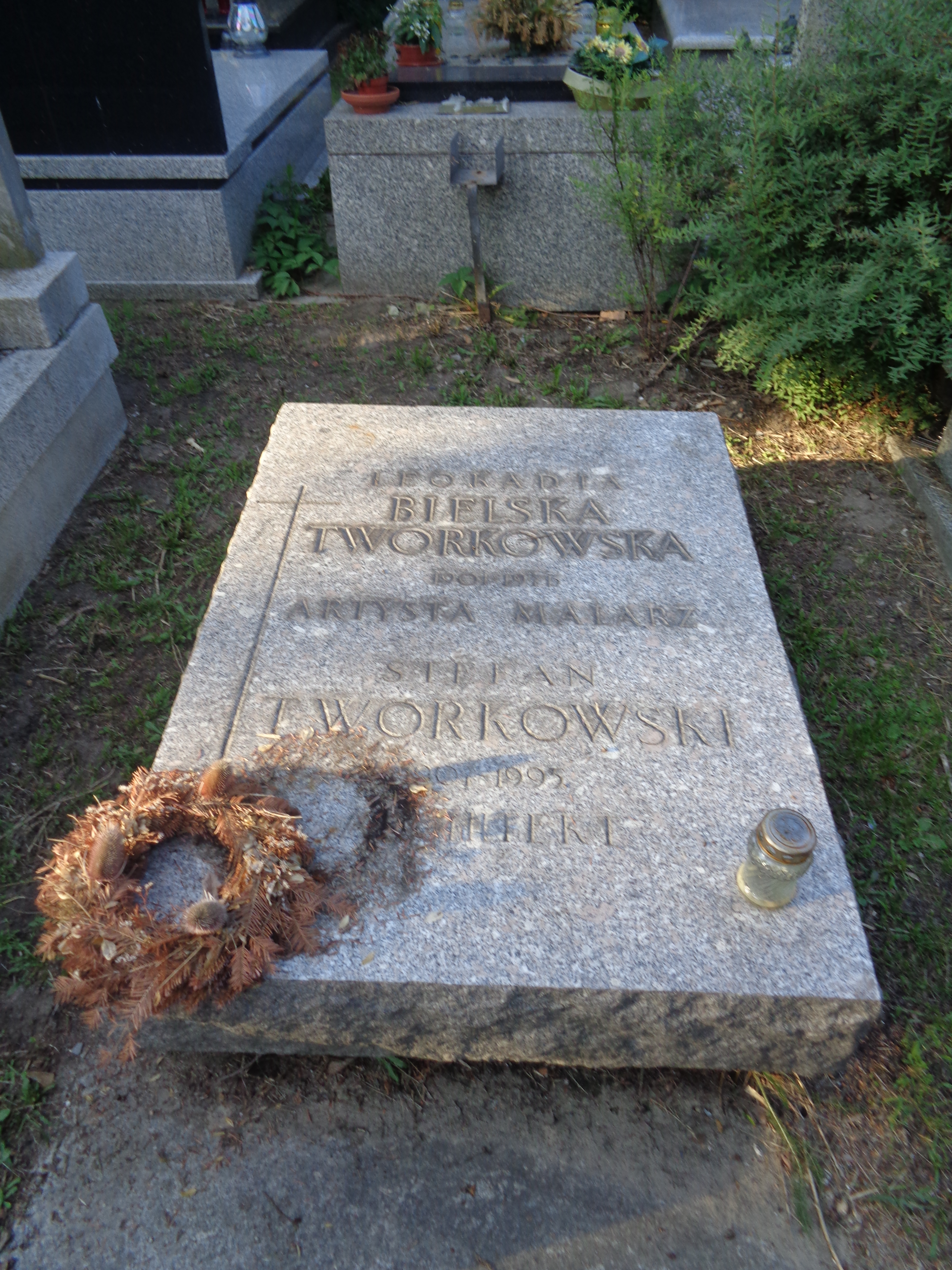
Grób Stefana Tworkowskiego na cmentarzu Wojskowym na Powązkach

Stefan Tworkowski (ur. 17 lipca 1907 w Humaniu, zm. 3 kwietnia 1995 w Warszawie) – polski architekt.

## Życiorys
W 1933 ukończył studia na Wydziale Architektury Politechniki Warszawskiej. Od 1934 był członkiem warszawskiego oddziału SARP. W 1945 roku, w ramach odbudowy obszarów wiejskich, zainicjował program budowy wsi doświadczalnych, realizowany pod egidą Głównego Urzędu Planowania Przestrzennego w Warszawie. W ramach programu obejmującego prace studialne, projektowe i wdrożenia udało się opracować i wdrożyć plany odbudowy wsi Piaseczno koło Warki, Wilczkowic na Dolnym Śląsku i Warnic w zachodniopomorskiem. Kierował Zakładem w Katedrze Projektowania i Kompozycji Architektury, a następnie w Katedrze Projektowania Ogólnego i Architektury Krajobrazu. Od 1948 do 1951 pełnił funkcję dyrektora Centralnego Biura Projektów Budownictwa Wiejskiego, równocześnie od 1950 do 1956 kierował pracownią architektoniczno-rzeźbiarską i był zastępcą profesora w Akademii Sztuk Pięknych w Warszawie. W 1955 obronił doktorat i został docentem. W 1957 został dyrektorem Biura Studiów i Projektów Wzorcowych Budownictwa Wiejskiego i pełnił tę funkcję do 1961, w latach 1964–1966 był dziekanem Wydziału Architektury Politechniki Warszawskiej, a następnie profesorem nadzwyczajnym, od 1972 do przejścia na emeryturę w 1975 kierował Instytutem Architektury i Planowania Wsi. Członek honorowy TUP (1979).
Zmarł w 1995, został pochowany na cmentarzu Wojskowym na Powązkach w Warszawie (kw. CII28, rząd 28, grób 33).

## Projekty
- Dom Zdrojowy w Wiśle (1935−1936) – współautor Romuald Pieńkowski;
- Kamienica przy ul. Dynasy 6 w Warszawie (1938−1939);
- Gmach Szkoły Państwowych Ośrodków Maszynowych i Spółdzielni Produkcyjnych (obecnie budynek Szkoły Głównej Gospodarstwa Wiejskiego), ul. Nowoursynowska 166 w Warszawie (1949−1956) – z zespołem;
- Budynki WSM Mokotów, ul. Dąbrowskiego, Malczewskiego w Warszawie (1947−1952) – współautorzy: Zasław Malicki i Mikołaj Soroka.

## Odznaczenia
- Krzyż Kawalerski Orderu Odrodzenia Polski[1]
- Złoty Krzyż Zasługi[1]
- Srebrna Odznaka SARP (1953)
- Złota Odznaka SARP (1955)